# Charles Letellier-Valazé
Pour les articles homonymes, voir Letellier.
Charles Letellier-Valazé, né Charles Romain Letellier à Argentan, Orne le 18 avril 1812 et mort à Paris le 11 octobre 1876, est un général de brigade et homme politique français.

## Vie militaire

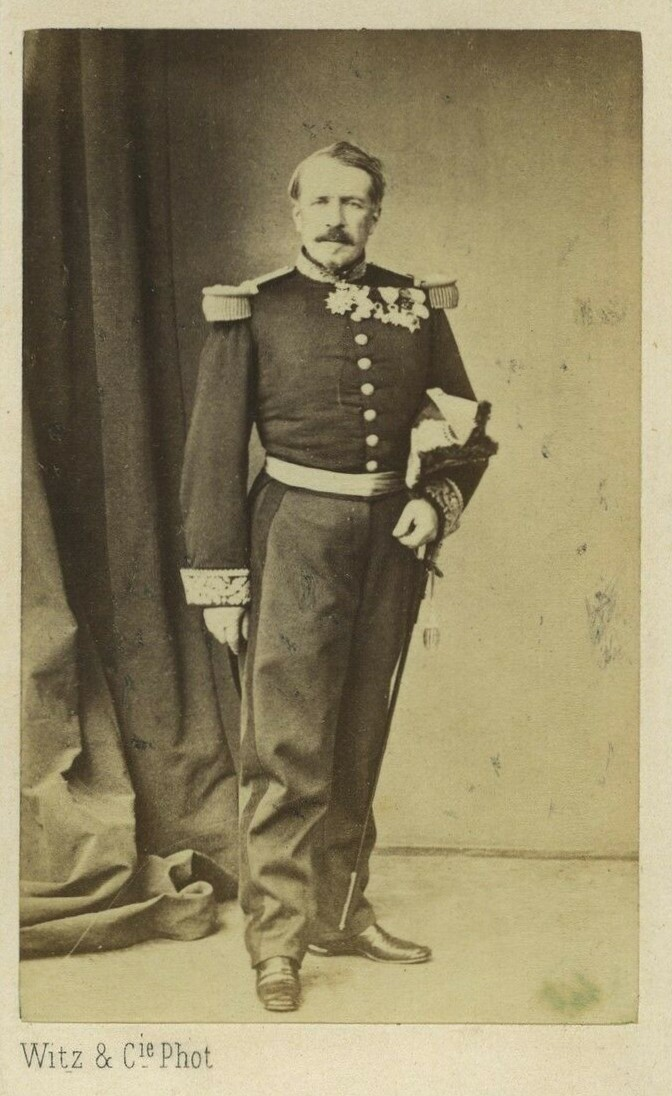
Le général Letellier-Valazé photographié par Albert Witz.

Il entre à l’École spéciale militaire de Saint-Cyr le 18 novembre 1831 et à l'école d'état-major le 1er janvier 1834.
De 1836 à 1847, il prend part à plusieurs campagnes et expéditions en Algérie. Le 25 mai 1837, il est blessé à Boudouaou. Le 13 octobre 1837, il est blessé à la tête lors du siège de Constantine.
En 1848, le général Cavaignac le choisit comme aide de camp, puis en 1849, il devient aide de camp du général Changarnier.
Il participa aux campagnes de Crimée et d'Italie, ainsi qu’à l’expédition du Mexique, mais revint après avoir subi une défaite devant Puebla par le général Lorencez.
En 1856, il est nommé chef d'état-major de la 2e division militaire, à Rouen, en remplacement de Jules-Pierre Bernier de Maligny. En 1864, il est nommé commandant de la subdivision de Seine-Inférieure en remplacement du général d'Estienne de Chaussegros, marquis de Lioux.
Le 16 août 1870, il est blessé à la bataille de Saint-Privat.

## Vie civile
Il est nommé sous-secrétaire d'État à la Guerre par arrêté ministériel du 24 mars 1871 au 18 mai 1873 Gouvernement Jules Dufaure (1).
Il est élu député de la Seine-Inférieure (Seine-Maritime) le 16 novembre 1873 par 71512 voix contre Léon Desgenétais (38435 voix). Son mandat est de 1873 à 1875.
Il est Sénateur inamovible de 1875 à 1876.
Il meurt des suites d'une opération de la lithotripsie à son domicile 36 rue de l'Arcade,. Ses obsèques sont célébrées à l'église de la Madeleine et il est inhumé au cimetière de Montmartre.

## Distinctions
- Chevalier de la Légion d'honneur, le 11 novembre 1837.
- Chevalier de l'ordre de Charles III, le 24 mars 1847.
- Officier de la Légion d'honneur, le 9 août 1850.
- Ordre du Médjidié, le 26 décembre 1855.
- Commandeur de la Légion d'honneur, le 20 juin 1859.
- Médaille commémorative de la campagne d'Italie (1859)
- Médaille commémorative de l'expédition du Mexique (1862), 1862.
- Grand officier de la Légion d'honneur, le 22 mai 1873[10].